# カンタベリー (揚陸艦)
カンタベリー多目的艦（かんたべりーたもくてきかん、CANTERBURY MULTI ROLE VESSEL）はニュージーランド海軍の多目的艦である。その名を持つ艦としては二代目。揚陸艦としての主任務のほか、練習艦・哨戒艦としての役割もあり、計画では海洋調査まで含まれている。
プロテクター計画の主力であり、ニュージーランド海軍期待の新鋭艦である。

## 来歴
東ティモールやフィジーなど、ニュージーランドが陸軍や警官隊を海外に派遣する機会は多かった。国際協力活動をより注力して行う方針のニュージーランドは、この種の艦艇を整備することが必要と判断し、民間船を購入して、「チャールス・アプハム」として整備した。
しかしヘレン・クラーク政権はこの艦を売却し、より本格的な艦の整備を行うこととした。これによって整備されたのが本艦であり、整備計画はプロテクター計画の一環として行なわれた。建造はオランダで、艤装はオーストラリアで行われた。

## 船体・機関
本艦の設計は、民間のRO-RO船をベースとしており、ロイド船級協会の規定に従ったものとなっている。氷結する冬のロス海に備えて、船体は耐氷構造とされており、ロイド船級協会の規定でIce Class 1Cに相当する。艦内の大部分は車両甲板となっており、艦橋および上部構造物は前方に位置している。
推進機関は、CODADE（Combined Diesel and Diesel Electric: ディーゼルおよびディーゼル・エレクトリック方式複合機関）方式を採用した。

## 各機能

### 輸送艦
本艦は、車両用ランプと車両甲板により、RO-RO機能を備えている。
車両用ランプは艦尾と右舷中央部に設置されており、車両甲板と接続している。車両甲板は1451m2の面積があり、駐車レーンとして使った場合には500m分に相当する。典型的な搭載例としては下記のような組み合わせが公表されている。
- NZLAV装輪装甲車×16両
- ピンツガウアー（英語版）多用途装輪車両×14両
- ライトトレーラー×7両
- フォークリフト×2両
- ウニモグ×7両
- トラック×2両
- 救急車×2両
- 四輪駆動小型トラック×4両
- 20フィート型海上コンテナ×33個

また、居住区には地上部隊250名を収容できるが、これは増強された1個歩兵中隊に相当する。

### 揚陸艦
本艦は、船型上はドック型揚陸艦に似ており、LCMも搭載しているが、肝心のウェルドックを持たない。LCMは通常、艦の中部、上部構造物後方の両舷に露天で収容されている。LCM収容位置の後方には、同じく両舷に60tクレーンが各1基設置されており、これがLCMの揚降、およびLCMへの貨物揚降に使用される。また、艦尾側の車両用ランプを使ってLCMと接続することもでき、この場合、LCMはこれに乗り上げるようにして係留して、艦内から人員・物資を搭載する。
艦載機として、通常はSH-2G LAMPSヘリコプターを2機搭載する。これは対潜用であると同時に、軽貨物や人員の輸送も可能である。また揚陸作戦の際には、空軍のTTH90汎用ヘリコプターを4機まで収容・運用できる。
ヘリコプター甲板には発着スポット2個が設定されており、CH-47の着艦も可能な強度が確保されている。

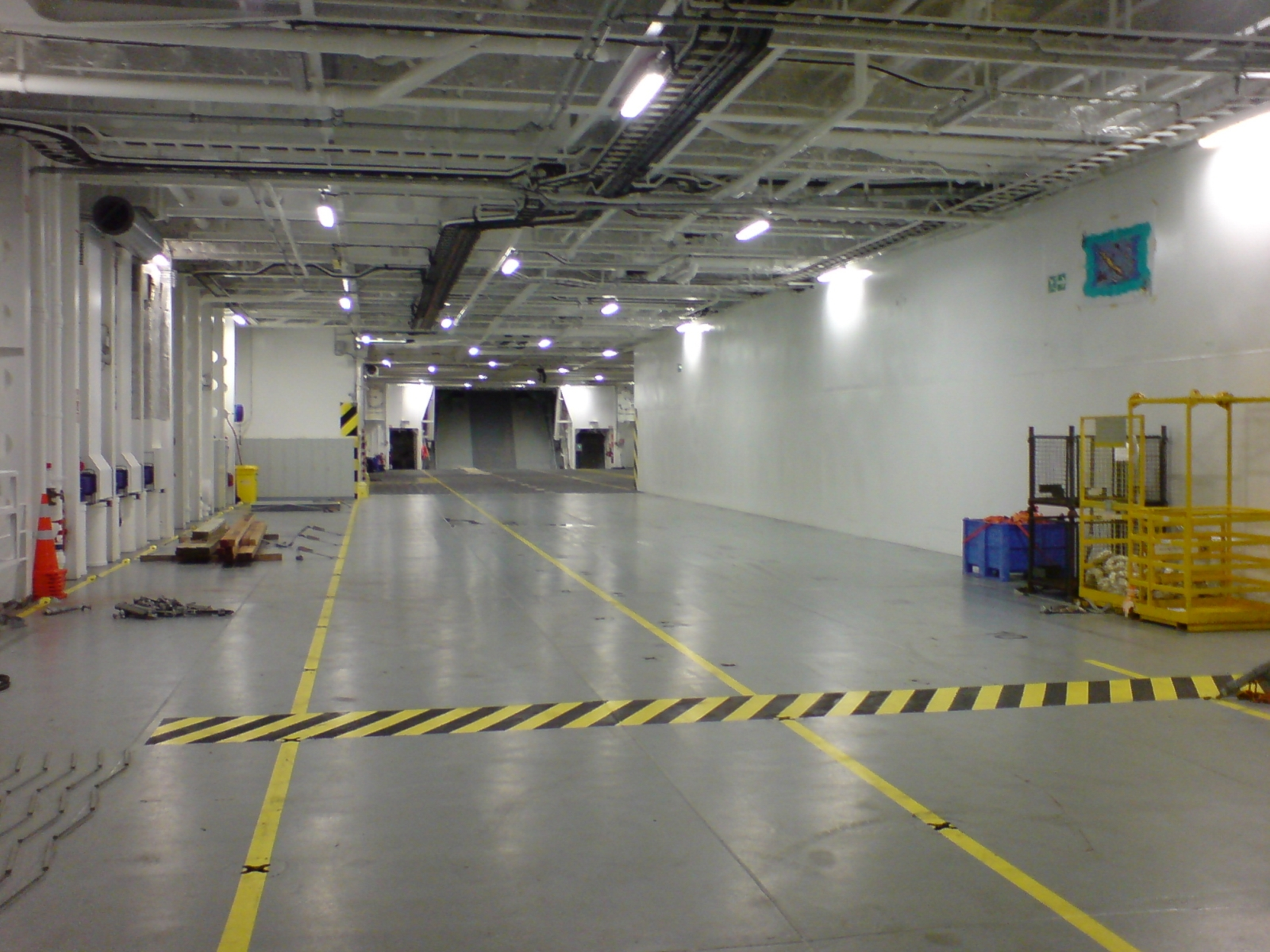
車両甲板。奥には艦尾側ランプがみえる。
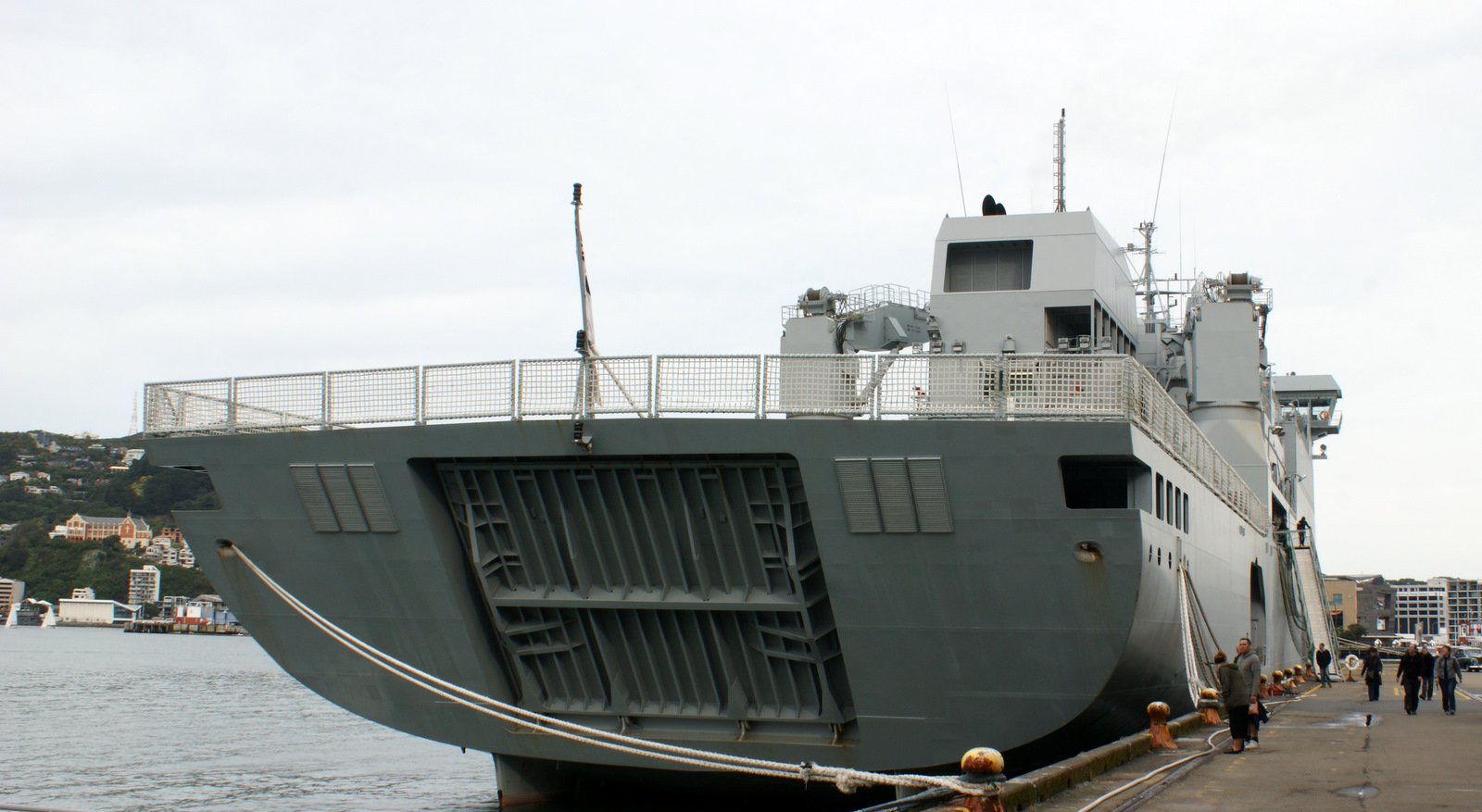
艦尾側ランプ。
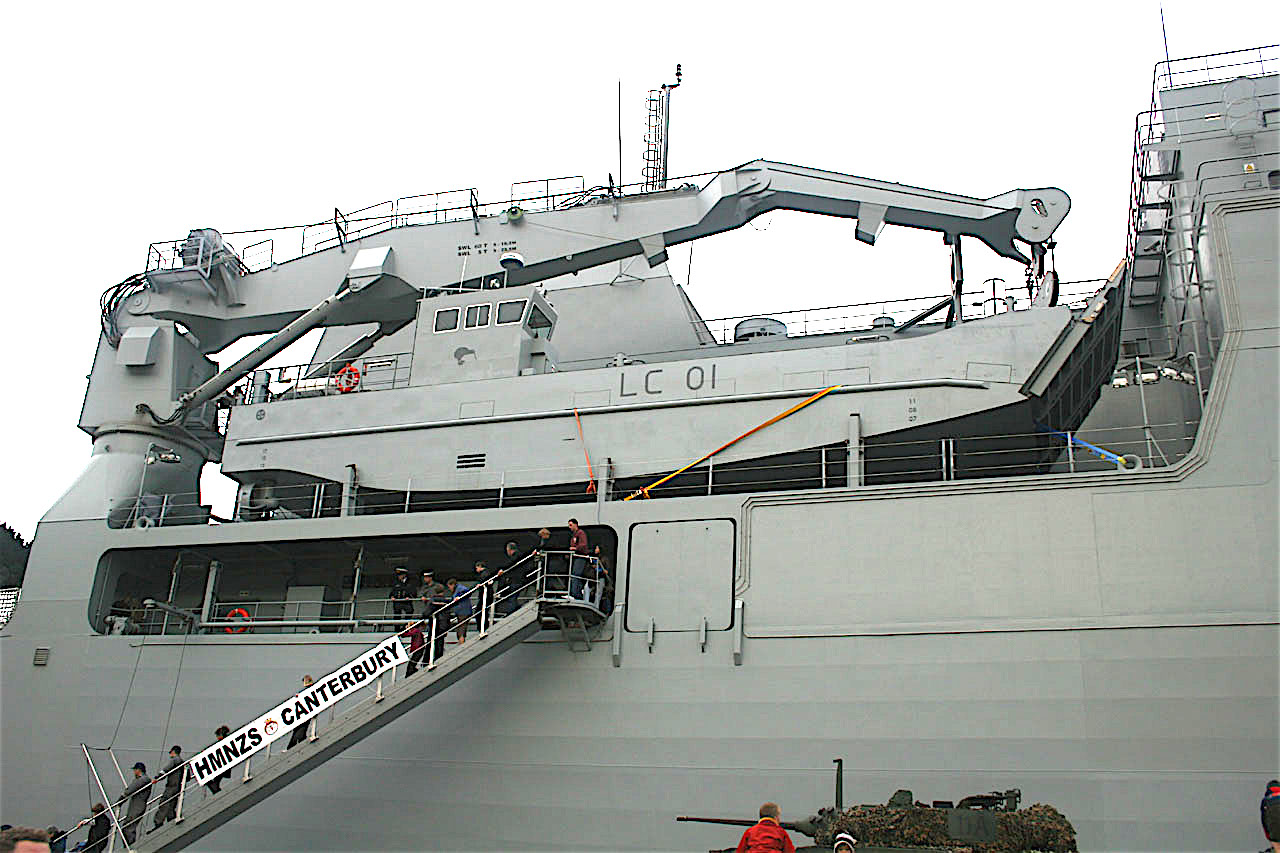
右舷側クレーンとLCM。
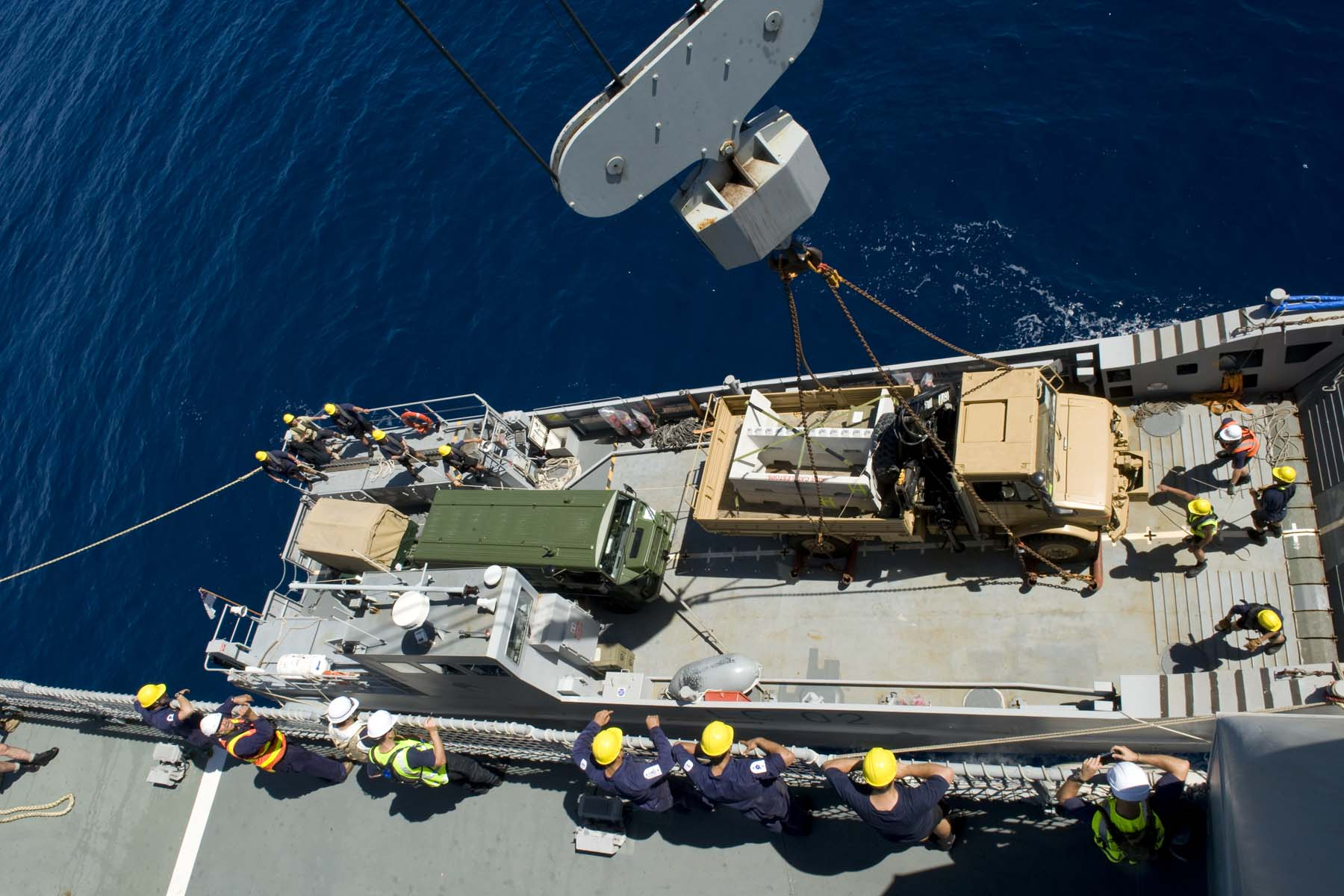
クレーンによるLCMへのトラックの搭載。
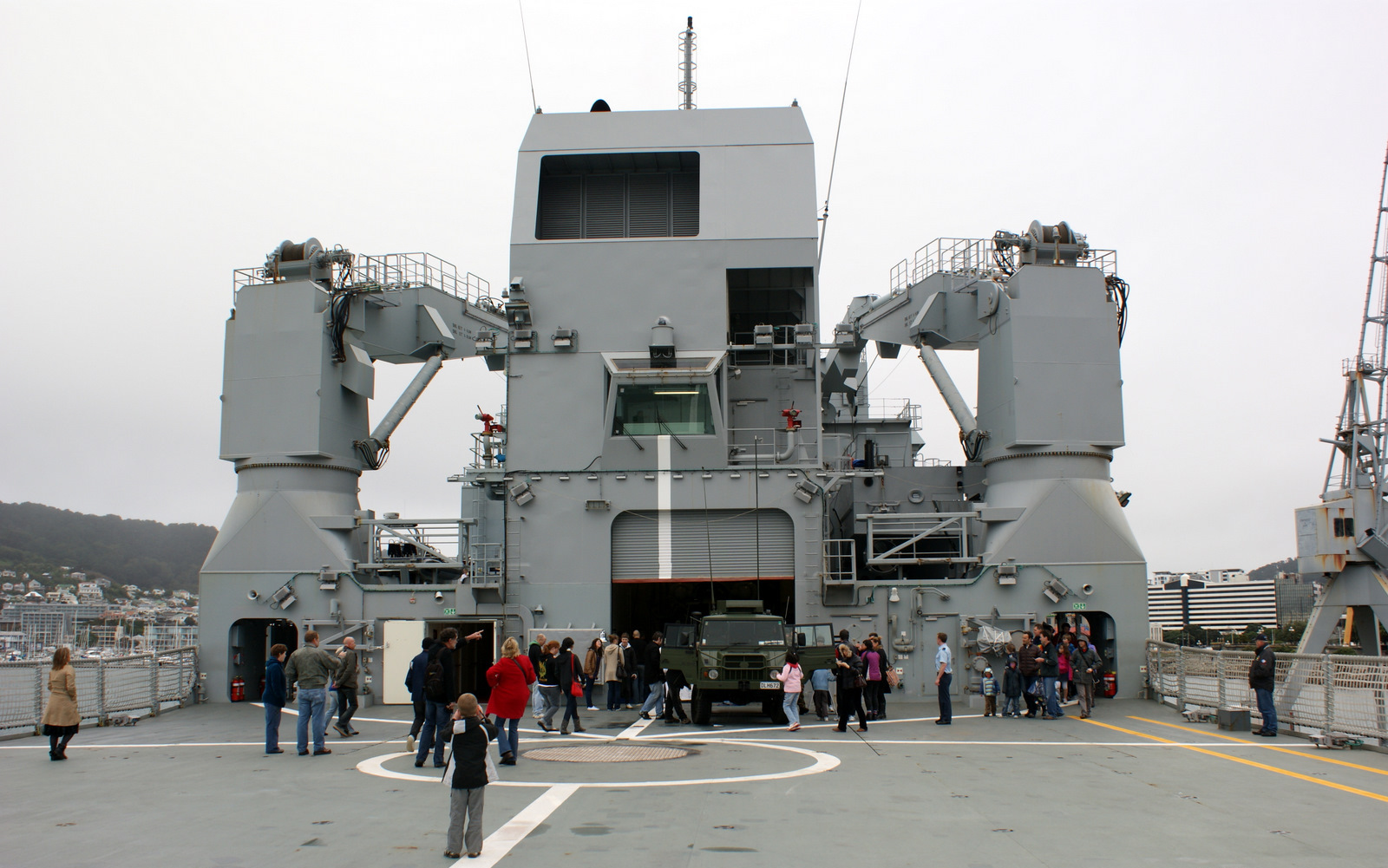
ヘリコプター格納庫と、その両舷に設置された60tクレーン。
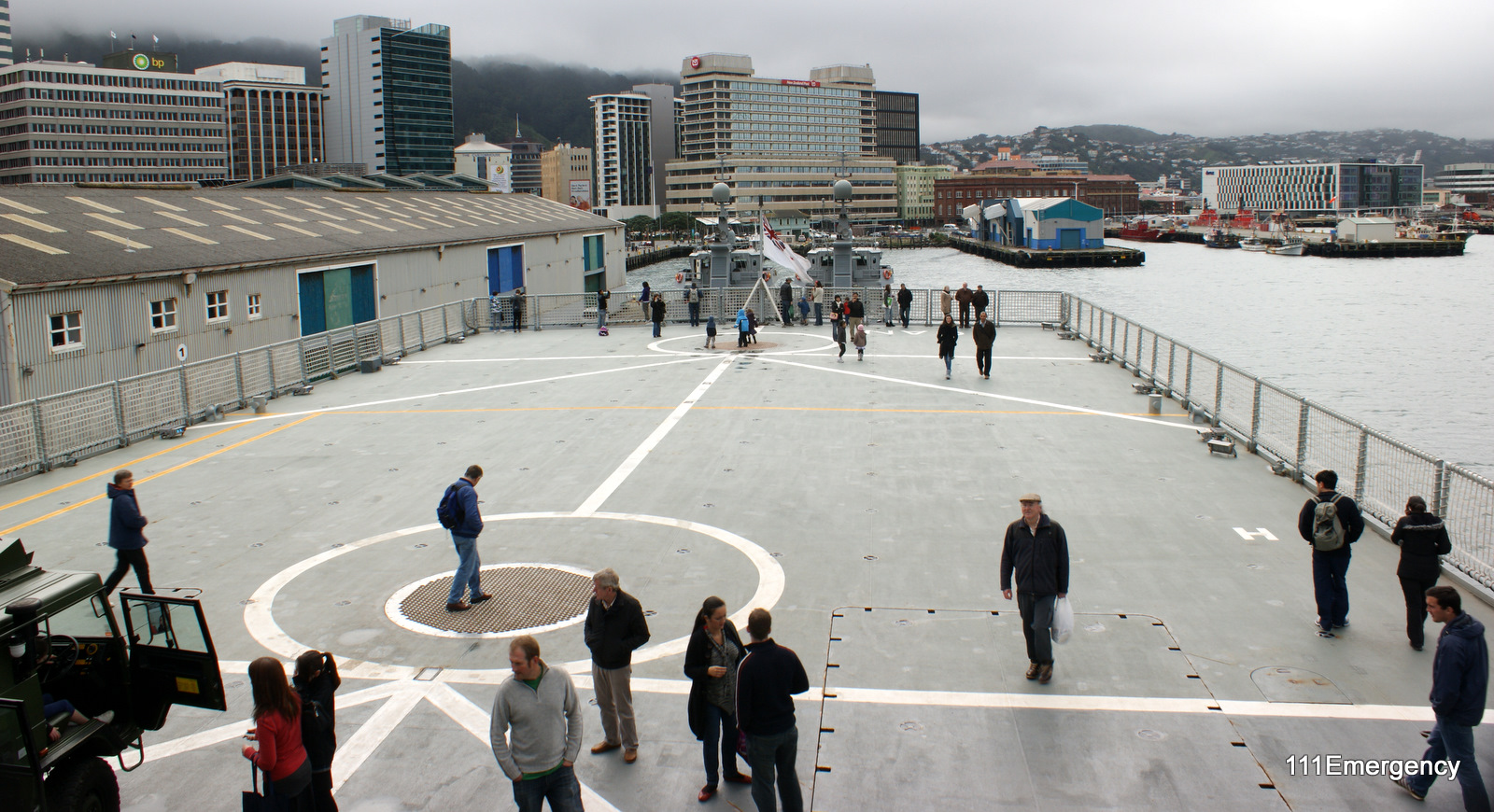
ヘリコプター甲板。発着スポットにはグリッド（ハニカム構造のステンレス板）が設置されている。

### 支援艦
医療施設としては、5床病室1個、2床病室1個、手術室1個、検査室1個および遺体安置室1個を備えている。また、1日100tの真水製造設備に、レクリエーションルームやアスレチックルームも備えて長期航海に備えている。